# V kaverni (Bevk)
V kaverni je ekspresionistična enodejanka Franceta Bevka. Izšla v Ljubljanskem zvonu pod naslovom V globini leta 1922, 1936 v angleškem prevodu, 2001 jo je avtorjev sin Marjan priredil za radio. 

## Uprizoritve
Krstno je bila uprizorjena 5. aprila 1973/74 v Komorni dvorani gledališča v Novi Gorici. Zaigrali so jo v sklopu Goriškega srečanja malih odrov, doživela pa je pet ponovitev. V gledališkem listu je podatek, da je bila pred tem interno uprizorjena že v študijskem letu 1969/70 na AGRFT v Ljubljani.

## Osebe
- Jože Grivar, narednik
- Tone, narednikov brat (tudi Glas od zunaj ali Glas)
- Prvi, korporal
- Drugi
- Tretji
- Četrti, Štefan Pisk
- Peti
- Drugi glas iz kota
- Eni in Drugi
- Vsi

## Vsebina
Drama kaže na grozote prve svetovne vojne. Dogaja se v kaverni na Soški fronti, kjer se skriva nekaj vojakov. Narednik Jože se je vrnil z dopusta, zastopal je bil svojega starejšega brata pri poroki z dekletom, za katerim sta včasih oba gledala. Toneta zdaj muči sum, da ga je brat zastopal tudi v postelji. Jože ne reče nič določnega, tovariši pa opolzko namigujejo - človek je tem večje prase, čim bliže smrti je. Sovražna ofenziva je, topovi nenehno grmijo, ko bodo utihnili, bo sovražnik napadel. Telefonist prejme povelje, da naj okrepijo stražo, ta bo morala sovražniku preprečiti dostop do kaverne, sicer so vsi izgubljeni. Ker se za stražo nihče sam ne javi, saj naloga pomeni skoraj gotovo smrt, Jože določi brata. Tone se upira, prosi tovariše, naj ga vendar kdo zamenja, a vsi surovo planejo nanj, ne bodo umrli namesto njega! Tone jim vrže v obraz, da so volkovi, in odide, nato pa od zunaj zasuje vrata: poginejo naj z njim vred, ki ga neusmiljeno muči dvom - Jože, si spal z mojo ženo ali ne? Jože pove, da ni spal, čeprav dekle ljubi in je ona imela solze v očeh, med njima je bila prava ljubezen, Tonetu pa je šlo predvsem za njen grunt! Tovariši Toneta rotijo, naj jih ne pusti zasute in obsojene, ko pa v odgovor dobijo samo blazen krohot, začnejo v paniki iskati krivca: je to Bog, matere, ki so jih rodile, cesar, tisti, ki se tiščijo doma, na varnem? Ne, narednik je kriv, kot predpostavljeni bi jih bil dolžan rešiti! Jožetu potrgajo zvezde z epolet, v besnem obupu ga ubijejo, a to jih ne reši predsmrtne groze: eni molijo in se spovedujejo svojih grehov, drugi kolnejo, dokler bobnenje zunaj ne potihne. Zdaj vedo, da jim ostaja le še nekaj minut, v smrtnem strahu se krčevito stisnejo skupaj. Zagrmi eksplozija, zaklonišče se spremeni v mrtvo duplino s krvavečimi telesi.

## V globini
France Koblar v delu Slovenska dramatika II govori o drami V kritju, ki naj bi bila tista prva verzija Bevkovega dela iz Ljubljanskega zvona. Po snovi je naturalistična, po obliki pa ekspresionistična, saj se osredotoča na razmerja med osebami. Poimenovana sta le dva dramska lika, Jože Grivar (narednik) in njegov brat Tone Grivar, ostale osebe so brez imen (Nekdo, Prvi, Drugi, Tretji, Četrti, Peti, Eden izmed njih, Drugi izmed njih, Tretji izmed njih, Glas iz kota, Drugi glas iz kota, Nekdo iz kota, Več glasov, Vsi). Prva in ostale verzije se razlikujejo le po naslovu in nekaj izpuščenih osebah (Nekdo, Eden izmed njih, Drugi izmed njih, Tretji izmed njih, Glas iz kota, Nekdo iz kota, Več glasov), vsebinskih razlik ni.